# FS ETR 600
De Pendolino, ETR 600 ook wel ElettroTreno Rapido Cisalpino Due of New Pendolino genoemd is een zevendelig elektrisch treinstel, bestemd voor het langeafstandspersonenvervoer van de Ferrovie dello Stato (FS).

## Geschiedenis
De hogesnelheidstreinen werden door FIAT Ferroviaria ontwikkeld en gebouwd. Het ontwerp stamt van Giorgetto Giugiaro. In 2000/2002 werd deze fabriek overgenomen door Alstom.
Het treinstel werd in juni 2005 als een schaal 1:1-model gepresenteerd. De eerste treinen werden als ETR 600 in 2008 door Alstom aan de Italiaanse FS afgeleverd.

## Constructie en techniek
Het treinstel is opgebouwd uit een aluminium frame met luchtgeveerde draaistellen. Het treinstel is uitgerust met kantelbaktechniek. Door deze installatie is het mogelijk dat het rijtuig ongeveer 8° gaat kantelen en daardoor meer comfort in de bochten merkbaar is.

## Treindiensten
De treinen worden door Trenitalia samen met de ETR 485 als Frecciargento ingezet op het traject Milano - Bologna.